# Pampa del Infierno
Pampa del Infierno is een plaats in het Argentijnse bestuurlijke gebied Almirante Guillermo Brown in de provincie Chaco. De plaats telt 8.176 inwoners.